# Must See TV

Must See TV (în en., [Program] TV care Trebuie Văzut, citit [mast si ti vi]) este un slogan publicitar folosit de rețeaua de televiziune NBC pentru a-și marca sitcomurile din timpul anilor 1990, cel mai frecvent fiind folosite pentru ziua de joi. Cu emisiuni ca Cheers, Seinfeld, ER, Will & Grace, Mad About You, Frasier și Friends, NBC a dominat audiențele din serile de joi în prime time. Sloganul a fost prezentat pentru prima oară publicului larg de NBC în august 1993 și a inclus și ziua săptămânii: „Must See TV Thursday”. În vara anului 1993, NBC a vrut ca telespectatorii să se uite la canalul lor cu o oră înainte de a începe popularul serial Seinfeld și a creat sloganul „Must See TV” pentru a marca blocul de comedie. Primul promo „Must See TV” a fost difuzat la sfârșitul verii și a promovat Mad About You, Wings și Seinfeld – Frasier încă nu fusese lansat. Se termina cu „Get home early for Must See TV Thursday”, adică „Vino acasă devreme pentru Joia TV-ului (programelor TV) care Trebuie Văzut”. Sloganul „Must See TV” a continuat în fiecare promo din 1993 pentru a promova blocul de comedie de la  8 – 10 p.m.. Când Frasier și Mad About You au fost mutate joi seara, NBC a lansat al doilea sezon de „Must See TV”.